# Introspection

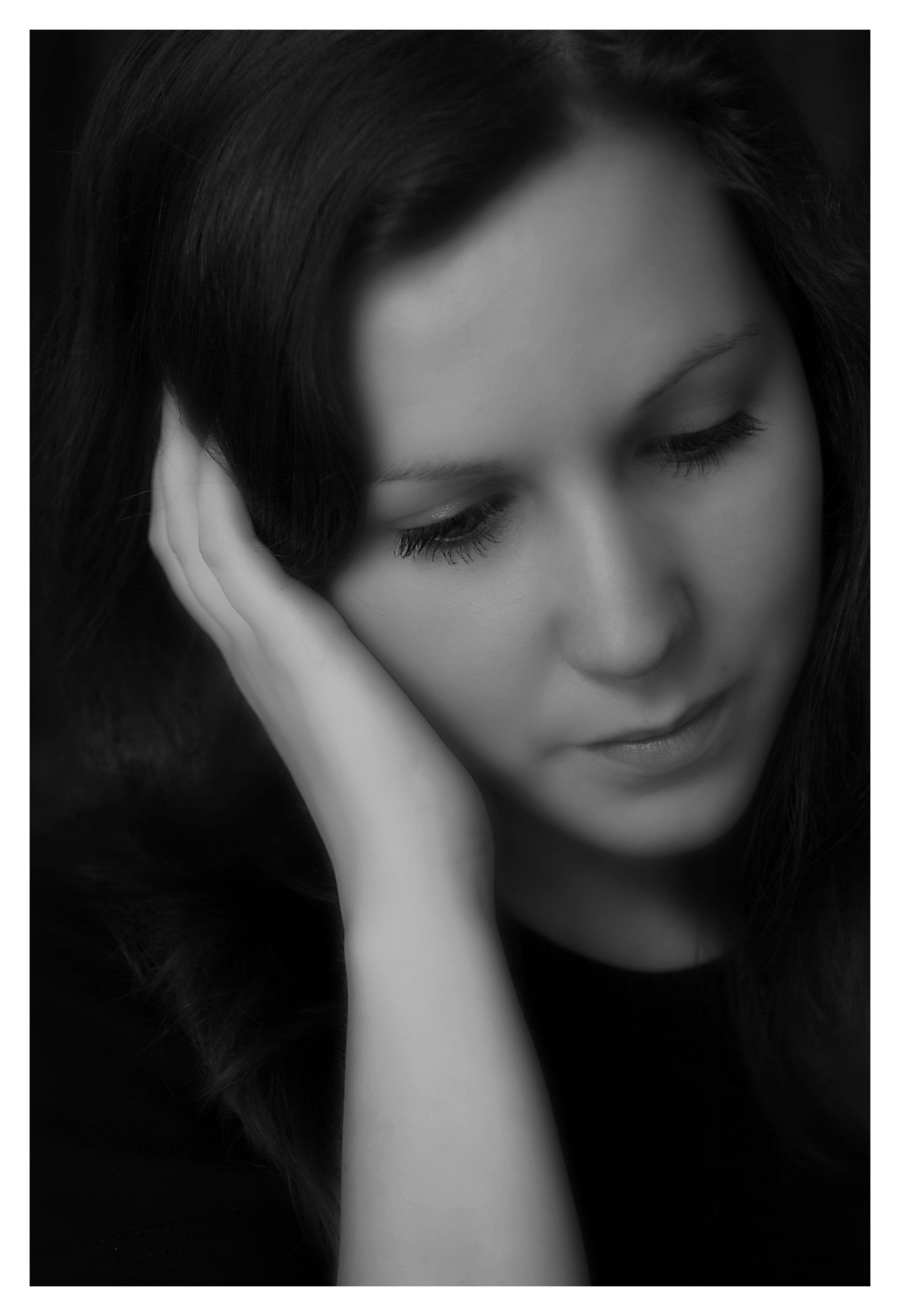
Femme plongée dans l'introspection (photo d'illustration).

Pour l’article homonyme, voir Introspection (informatique).
L'introspection (du latin « introspectus », métaphoriquement l'acte de « regarder à l'intérieur » de soi) est une séance d'attention portée à ses propres sensations, états ou pensées. Il s'agit en psychologie de la connaissance intérieure que nous avons de nos perceptions, actions, émotions, représentations, différente en ce sens de celle que pourrait avoir un spectateur extérieur.

## Philosophie
En philosophie, l'introspection est un mode d'appréhension des états de conscience par accès direct et retour sur soi du sujet. Pour la philosophie du sujet plus particulièrement, l'introspection désigne la réflexivité d'une conscience subjective qui se pense ainsi en première personne (du point de vue du « je »). Pour Kant notamment, elle permet au sujet de « posséder le je dans sa représentation ».
Descartes a posé dans ses Méditations les fondements de la notion d'introspection en affirmant non seulement le principe de la conscience réfléchie (cogito) mais aussi celui de la « transparence » de soi à soi.
En tant que procédé de connaissance, l'introspection est objet de controverses depuis Descartes et les critiques qui ont été formulées à l'encontre du cogito. Auguste Comte, notamment, récuse cette « prétendue méthode » et fait valoir qu'on ne saurait être à la fois observateur et observé. Il va jusqu'à affirmer que « l'esprit humain peut observer directement tous les phénomènes, excepté les siens propres ». En suivant cette inspiration positiviste, le béhaviorisme (Watson, Skinner) et son principe méthodologique de la « boîte noire », entend fonder une psychologie scientifique, objective, du comportement, à l'encontre de la psychologie introspective et subjective des états de conscience.

## Psychologie
En psychologie, l'introspection est une méthode d'observation et d'analyse de soi (psychologie introspective) en vue d'étudier sa propre personne et d'acquérir une connaissance de soi ou de l'esprit humain en général.
L'introspection était la principale méthode utilisée aux débuts de la psychologie expérimentale, à la fin du XIXe siècle. Mais diverses critiques ont été émises contre cette méthode, mettant en doute la capacité même d'un sujet à s'observer lui-même. Wilhelm Wundt, par exemple, évoque l'impossible « indépendance » de l'observateur par rapport à l'objet observé dans un tel processus et juge « comique » une telle approche.
Avec l'apparition de la psychanalyse (Freud, 1900) et de la psychologie analytique (Jung, 1913) – et plus généralement l'émergence du concept d'inconscient – le rapport de l'individu à lui-même se complexifie : la conscience de soi doit désormais composer avec toutes sortes de refoulements et de résistances. Jung parle ainsi de « dialectique du moi et de l'inconscient ».
Dans le champ de la psychologie cognitive, l'utilisation des verbalisations concomitantes (think-aloud protocol) par des chercheurs comme Newell et Simon est parfois critiquée en tant qu'elle fait appel à l'introspection.
S'agissant de l'observation et de la compréhension de son propre fonctionnement psychique, l'introspection est désormais envisagée de manière expérimentale pour la compréhension de la façon dont se constitue la théorie de l'esprit, notamment en tant qu'elle est une grille de lecture des états subjectifs d'autrui.

## Spiritualité
Le processus d'introspection correspond, pour un mystique ou un penseur religieux comme Saint Augustin, à un mouvement d'ascension vers Dieu en même temps qu'à un examen de conscience,.
Certains types de méditation peuvent être assimilés à de l'introspection.